# Matej Lovše
Matej Lovše, slovenski gorski kolesar, * 14. november 1983, Ljubljana.
S treniranjem gorskega kolesarstva, disciplina olimpijski kros, je začel pred trinajstimi leti. Vozi za klub UNI team-FBI ter za slovensko gorskokolesarsko reprezentanco. Barve svoje kluba in sponzorjev zastopa na močnih mednarodnih tekmah v tujini (svetovni pokal, evropski pokal, ostale visoko rangirane tekme) ter v Sloveniji in bližnji okolici (pokal Alpe-Adria).
V letu 2011 je postal državni prvak v olimpijskem krosu, državni prvak v MTB vzponu, zmagovalec skupnega seštevka pokala Alpe Adria (Slovenija, Hrvaška, Italija, Avstrija), zmagovalec skupnega seštevka novoustanovljenega ciklokros pokala, osvojil najboljše slovenske uvrstitve na italijanskem pokalu, avstrijskem pokalu, hrvaškem pokalu, uspešno pa je nastopal na večjih tekmovanjih v Nemčiji, Avstriji, Hrvaškem... 

## Najboljši rezultati

### 2007
- 1.mesto XCO RONJGI(mednarodna tekma, Hrvaška)
- 1.mesto XCO VODICE(mednarodna tekma, Hrvaška)
- 1.mesto XCO MAJ BIKE(mednarodna tekma, Hrvaška)
- 1.mesto maraton PSUNJ(maraton, Hrvaška)
- 1.mesto maraton TRBONJE(maraton)
- 2.mesto XCO KAMNIK(državno prvenstvo)
- 2.mesto maraton TERME SNOVIK(državno prvenstvo)

### 2008
- 1.mesto XCO Ravne na Koroškem (državno prvenstvo)
- 1.mesto maraton PREMANTURA 2008(maraton, Hrvaška)
- 1.mesto XCO KRVAVEC 2008(slovenski pokal)
- 1.mesto XCO HRASTNIK 2008(slovenski pokal)
- 1.mesto maraton UČKA 2008(hrvaško državno prvenstvo)
- 10.mesto EC St.Wendel(štafeta, evropsko prvenstvo)
- 15.mesto WC Val di Sole(štafeta, svetovno prvenstvo)

### 2009
- 3.mesto skupni seštevek slovenskega pokala XCO

### 2010
- Državni prvak 2010 XCO Kamnik
- Državni prvak 2010 MTB MARATON Trbonje

### 2011
- Državni prvak 2011 XCO Domžale
- Državni prvak 2011 MTB VZPON